# Marko Božić (słoweński piłkarz)
Marko Božič (ur. 7 lutego 1984 w Koper) – słoweński piłkarz występujący na pozycji środkowego pomocnika.
Božič rozpoczął karierę piłkarską w klubie FC Koper, skąd rok później przeniósł się do NK Mura. 5 września 2007 podpisał kontrakt z serbskim klubem FK Rad, w którym grał przez jeden sezon. W sezonie 2008/2009 grał w SC Bonifice, a w 2009 przeniósł się do NK Domžale, z którego powrócił do Mury. Nastepnie grał w niższych ligach słoweńskich, w barwach NK Ivančna Gorica oraz MNK Izola.
18 sierpnia 2004 Božič został powołany do reprezentacji Słowenii na mecz towarzyski przeciwko Serbii i Czarnogórze, w którym jednak nie wystąpił. Z reprezentacją Słowenii do lat 21. wystąpił w kwalifikacjach do mistrzostw Europy w piłce nożnej do lat 21. w 2004 i 2006 roku. Z reprezentacją do lat 19. awansował do drugiej rundy mistrzostw Europy w piłce nożnej do lat 19. w 2003 roku.